# Musée archéologique du Bastion Saint-André

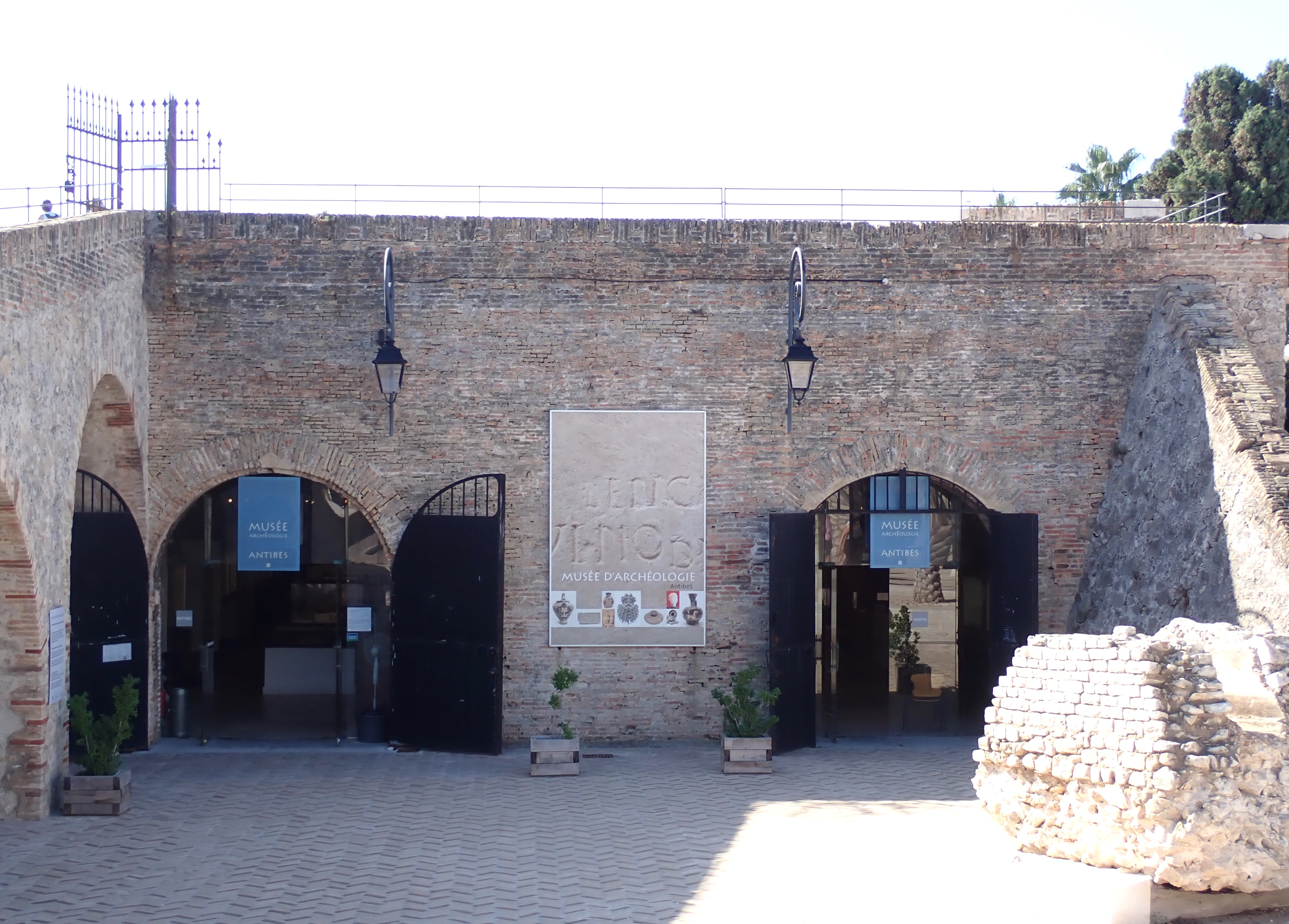
Eingang zum Archäologischen Museum Antibes

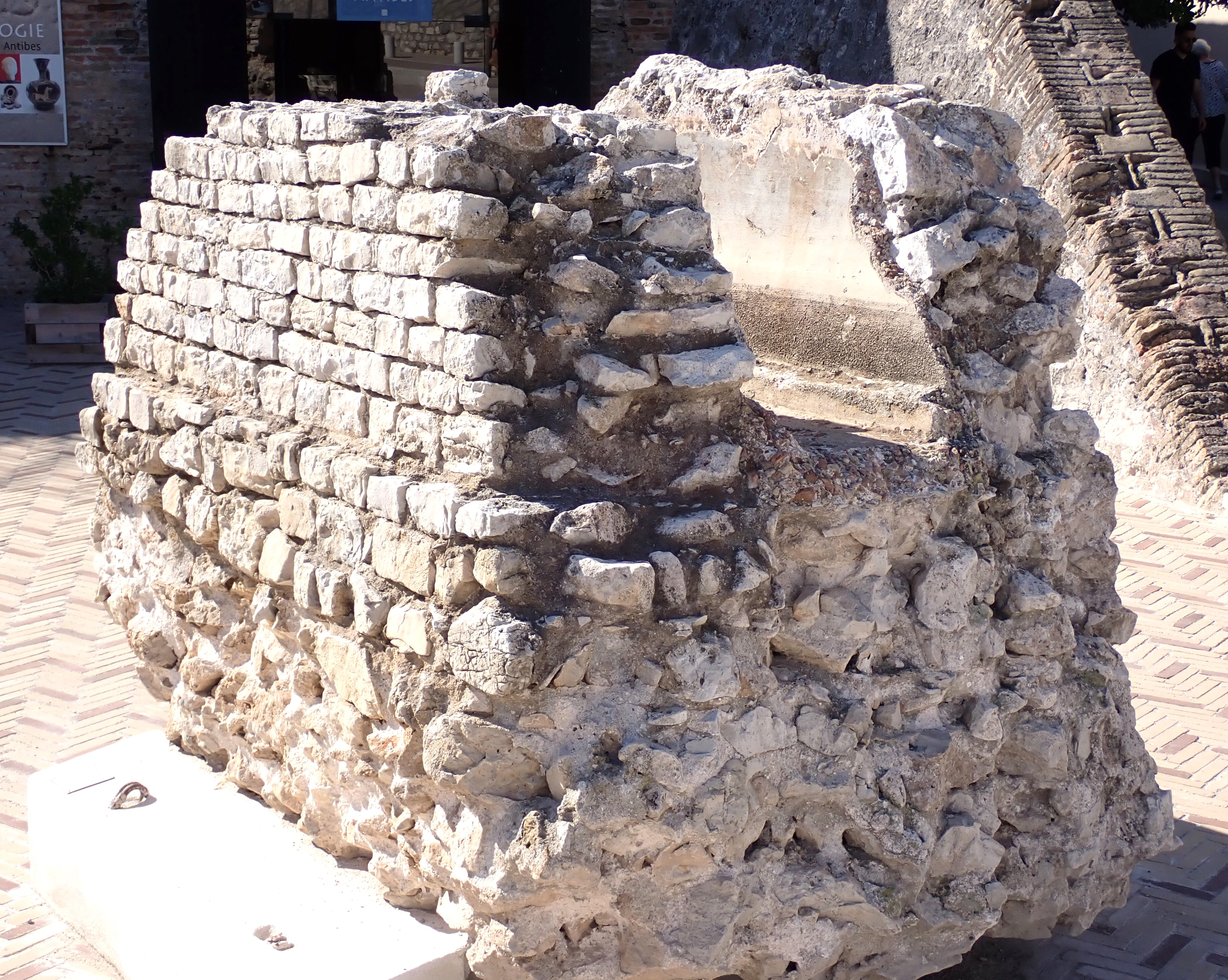
Querschnitt Aquädukt vor Archäologischen Museum Antibes

Das Musée archéologique du Bastion Saint-André ist ein kleines archäologisches Museum in der Stadt Antibes an der Côte d’Azur. 
Es befindet sich in der Bastion Saint-André, einem kleinen Fort in der Wehrmauer an der Seeseite der Stadt. Es zeigt vor allem Funde aus der griechischen und römischen Zeit, wie Waffen, Anker, Gefäße, Mosaike und Tafeln mit Inschriften. Das Museum besteht aus einem Rundgang durch zwei Tonnengewölbe unter dem Wehrgang.
Vor dem Eingangsbereich befindet sich ein großes Fragment aus einem Aquädukt, an dem man den Aufbau gut nachvollziehen kann.